# فرانسي سويفت
فرانسي سويفت (بالإنجليزية: Francie Swift)‏ هي ممثلة أمريكية، ولدت في 30 نوفمبر 1968 بأماريلو في الولايات المتحدة. بدأت مشوارها المهني سنة 1986.

## وصلات خارجية
- فرانسي سويفت على موقع IMDb (الإنجليزية)
- فرانسي سويفت على موقع قاعدة بيانات الفيلم (الإنجليزية)